# Golpejas
Golpejas ist eine kleine westspanische Gemeinde (municipio) in der Provinz Salamanca in der Autonomen Gemeinschaft Kastilien-León. 2024 hatte die Gemeinde 144 Einwohner. 

## Geographie
Golpejas befindet sich etwa 25 Kilometer westnordwestlich vom Stadtzentrum der Provinzhauptstadt Salamanca in einer Höhe von 785 m. 

## Bevölkerungsentwicklung
| Jahr      | 1900 | 1920 | 1950 | 1970 | 1981 | 1991 | 2001 | 2011 | 2021 |
| Einwohner | 449  | 399  | 505  | 400  | 261  | 225  | 192  | 156  | 146  |

## Sehenswürdigkeiten
- Nikolauskirche (Iglesia de San Nicolás de Bari)

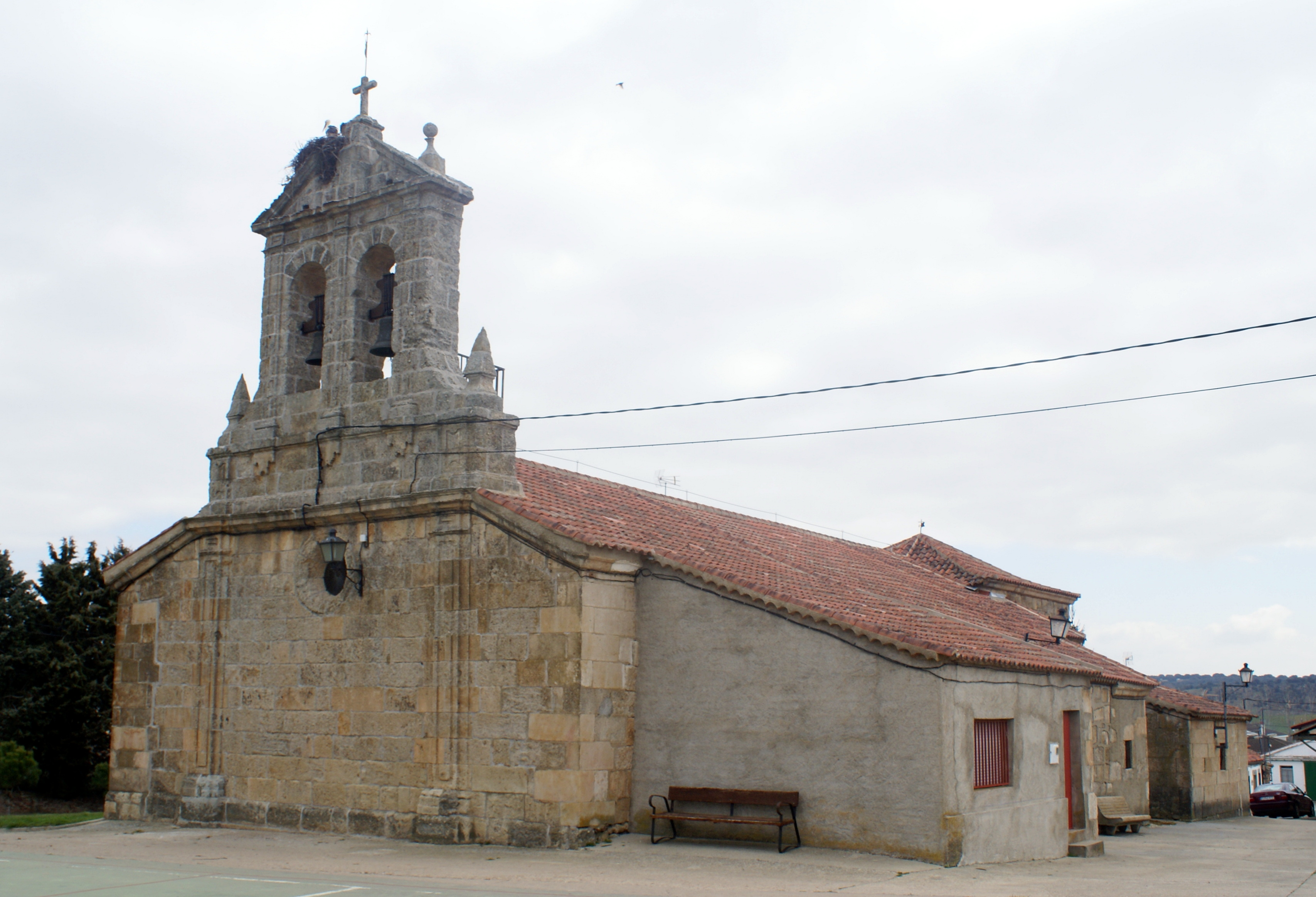
Nikolauskirche